# امواج هرگز متوقف نمی‌شوند
امواج هرگز متوقف نمی‌شوند (به تامیلی: Alaigal Oivathillai) و (به انگلیسی: Waves never cease) فیلمی هندی محصول سال ۱۹۸۱ و به کارگردانی باراتیراجا است. در این فیلم بازیگرانی همچون کارتیک، رادا، سیلک سمیتا و کاما لاکامش ایفای نقش کرده‌اند.